# Auriac-sur-Dropt
Auriac-sur-Dropt är en kommun i departementet Lot-et-Garonne i regionen Nouvelle-Aquitaine i sydvästra Frankrike. Kommunen ligger i kantonen Duras som tillhör arrondissementet Marmande. År 2022 hade Auriac-sur-Dropt 174 invånare.

## Befolkningsutveckling
Antalet invånare i kommunen Auriac-sur-Dropt
| Referens: INSEE |